# Копа (Тарлаулинський сільський округ)
Копа́ (каз. Қопа) — село у складі Аягозького району Абайської області Казахстану. Входить до складу Тарлаулинського сільського округу.
Населення — 29 осіб (2021; 172 у 2009, 328 у 1999, 248 у 1989).
Національний склад станом на 1989 рік:
- казахи — 100 %